# Асистолия
Асистолията е състояние в медицината, при което няма сърдечна електрическа активност и следователно няма кръвен поток в организма. То е един основните белези, че е настъпила така наречената клинична смърт при даден пациент.

## Лечение
Когато пациентът получи асистолия, той се лекува с инжекция с епинефрин и атропин, заедно с гръден масаж. Сърцето в повечето случаи не се влияе от дефибрилация, защото е деполяризирано.
В малък процент от случаите хората, получили асистолия, могат да бъдат спасени, ако бързо се открие и премахне основната причина за нея. Ако изминат между минута и половина до пет минути, сърцето няма да може да се повлияе от дефибрилация или от инжекции с епинефрин и атропин. Тогава пациентът се счита за мъртъв или мозъчно мъртъв (дори да бъде спасен, настъпват крайни и тежки увреждания на мозъка).